# Serres (Alpy Wysokie)
Serres – miejscowość i gmina we Francji, w regionie Prowansja-Alpy-Lazurowe Wybrzeże, w departamencie Alpy Wysokie.
Według danych na rok 1990 gminę zamieszkiwało 1106 osób, a gęstość zaludnienia wynosiła 60 osób/km² (wśród 963 gmin regionu Prowansja-Alpy-W. Lazurowe Serres plasuje się na 366. miejscu pod względem liczby ludności, natomiast pod względem powierzchni na miejscu 523.).